# Walter le Ewrus
Walter le Ewrus ist der – wahrscheinlich erfundene – Stammvater der Earls of Salisbury und des zweiten Earl of Lincoln (siehe Erstes Haus Salisbury).
Das Buch von Lacock, das wohl Mitte des 14. Jahrhunderts zur Geschichte der Abtei Lacock und der Familie ihrer Gründerin Ela of Salisbury († 1261) verfasst wurde, ist die einzige Quelle, die Walter le Ewrus nennt: Er sei Graf von Roumare im Herzogtum Normandie gewesen, der mit Wilhelm dem Eroberer nach England gekommen sei und dort die Herrschaft über Salisbury und Amesbury erhalten habe; in der Normandie sei er der Vater von Gerold Mantelec, Graf von Roumare, gewesen, in England der Vater von Edward of Salisbury geworden.
In der Forschung besteht Einigkeit darüber, dass der Beiname le Ewrus als eine mittelalterliche Form von l‘Heureux (der Glückliche) zu lesen ist. Dennoch haben spätere Autoren daraus Walter de Ewrus und dann Walter d‘Évreux gemacht, und damit den Weg geebnet, eine Herkunft aus Évreux, wenn nicht gar eine Verwandtschaft mit den Grafen von Évreux und damit der normannischen Herzogsfamilie zu etablieren und ihn damit auch in den Familien der englischen Devereux als Stammvater anzudienen.
Auch Père Anselme führt ihn als "Gautier de Rosmar" in seiner Histoire généalogique (1726) an und ordnet ihn als vierten Sohn von Graf Robert von Évreux, Erzbischof von Rouen ein (nach Graf Richard von Évreux, Raoul de Gacé und Wilhelm von Évreux), allerdings mit dem Hinweis, dass dies (fälschlich) von einigen anderen Autoren so gemacht werde.